# Domino (Jessie J)
Domino è un brano della cantante inglese Jessie J, pubblicato il 29 agosto 2011 su iTunes negli Stati Uniti e il 6 settembre in radio. Il singolo è stato scritto da Jessie J, Dr. Luke e Cirkut insieme a Claude Kelly e Max Martin ed è stato prodotto da Dr. Luke. Domino è il quarto singolo di Jessie J a essere pubblicato in Australia e il secondo negli Stati Uniti dopo Price Tag.
Il brano è incluso nella riedizione dell'album di debutto di Jessie J, Who You Are. Jessie J ha inoltre indetto una competizione prima della pubblicazione di Domino, che consisteva nel far pubblicare ai suoi fan una possibile copertina del singolo; il vincitore avrebbe vinto dei biglietti per un concerto di Jessie a Londra o New York, con la possibilità di incontrarla di persona. A luglio 2011, un'anteprima della durata di ventuno secondi è stata pubblicata sul profilo Twitter di Jessie J. Il video è uscito il 26 dicembre 2011 sul canale VEVO della cantante. Negli Stati Uniti, è stato alla numero 5 nella Billboard Hot 100, divenendo il singolo di maggior successo di Jessie J nel Paese.

## Video musicale
L'11 novembre 2011, Jessie J ha annunciato dal suo profilo Twitter di aver filmato il nuovo video, diretto da Ray Kay, che è stato presentato il 26 dicembre.
Il video ha ottenuto la certificazione Vevo.

## Tracce
Download digitale
1. Domino - 3:51

## Classifiche
| Classifica (2011-2012) | Posizione massima |
| ---------------------- | ----------------- |
| Australia              | 5                 |
| Austria                | 26                |
| Belgio (Fiandre)       | 41                |
| Belgio (Vallonia)      | 37                |
| Bulgaria               | 2                 |
| Canada                 | 7                 |
| Danimarca              | 22                |
| Francia                | 11                |
| Germania               | 22                |
| Irlanda                | 1                 |
| Italia                 | 26                |
| Nuova Zelanda          | 3                 |
| Paesi Bassi            | 20                |
| Regno Unito            | 1                 |
| Repubblica Ceca        | 26                |
| Slovacchia             | 10                |
| Spagna                 | 24                |
| Stati Uniti            | 5                 |
| Svezia                 | 28                |
| Svizzera               | 25                |
| Ungheria               | 9                 |

| Classifica di fine anno (2011) | Posizione |
| ------------------------------ | --------- |
| Australia                      | 53        |
| Nuova Zelanda                  | 19        |
| Classifica di fine anno (2012) | Posizione |
| Canada                         | 31        |
| Francia                        | 61        |
| Irlanda                        | 19        |
| Paesi Bassi                    | 70        |
| Regno Unito                    | 8         |
| Stati Uniti                    | 46        |
| Ungheria                       | 30        |